# 敬會真
敬會真（？—？），平阳郡（今山西省临汾市）人，唐朝官员、学者。

## 生平
开元初年，唐玄宗诏命中书令张说推举研究《易经》、《老子》、《庄子》的学者，集贤直学士侯行果向张说推荐敬会真和越州会稽人康子元，张说赐给他们衣服钱财，任命为侍读。康子元官至秘书少监，敬会真官至四门博士，之后都兼人集贤侍讲学士。敬會真和侯行果、冯朝隐一起进讲。冯朝隐能推索《老》、《庄》秘义，敬会真也精通善《老子》，每次开篇，先薰香盥洗才开始读讲。冯朝隐官至太子右谕德，敬会真官至太学博士。